# Orpington
Orpington è una città del distretto londinese di Bromley, nella Grande Londra, in Inghilterra. In passato faceva parte della contea del Kent.
Dalla città prende il nome una razza di pollo inglese.

## Monumenti e luoghi d'interesse
- Chiesa parrocchiale
- The Priory
- Priory Gardens
- Orpington Hospital
- Orpington War Memorial
- Canadian Corner